# Amegilla eritrina
Amegilla eritrina es una especie de abeja excavadora perteneciente al género Amegilla, categorizada en la tribu Anthophorini, de la subfamilia Apinae.
Fue descrita por el entomólogo alemán Heinrich Friedrich August Karl Ludwig Friese en 1915. Aparece registrada y publicada en una sección de Zur Bienenfauna von Abessinien. (Hym.). Deutsche Entomologische Zeitschrift, Vol. 6 de 1915 del autor Friese, H.

## Distribución
Se distribuye por varios países del continente africano, entre ellos, Ghana, Etiopía, Kenia, Nigeria, Tanzania y Eritrea.